# Pseudocephalus mirus
Pseudocephalus mirus är en skalbaggsart som beskrevs av Francis Polkinghorne Pascoe 1865. Pseudocephalus mirus ingår i släktet Pseudocephalus och familjen långhorningar. Inga underarter finns listade i Catalogue of Life.